# Lady of the night (single van Donna Summer)
Lady of the night is een single van Donna Summer. Het is afkomstig van haar debuutalbum met dezelfde titel. Zowel single als elpee werden destijds niet internationaal uitgebracht, maar alleen in Europa. Summer had Nederland flink wakker geschud met haar optreden met The hostage in Van Oekel's Discohoek. Met name het onderwerp van The hostage, gijzeling, viel sommigen verkeerd. Het nummer kwam toch hoog in de hitparardes.
Lady of the night lag minder gevoelig en haalde ook een goede notering, maar wel minder dan The hostage.
Van Lady of the night is een Duitse cover bekend, Su Kramers Abends in einer großer Stadt uit 1975.

## Hitnotering
In de Benelux werd ze van de eerste plaats afgehouden door The Rubettes met Juke box jive en/of Billy Swan I can help.

### Nederlandse Top 40
| Positie: | 24 | 15 | 15 | 9 | 7 | 4 | 4 | 7 | 14 | 28 | 40 | uit |

### NederlandseDaverende 30
| Positie: | 20 | 11 | 11 | 8 | 6 | 4 | 6 | 7 | 21 | uit |

### BelgischeBRT Top 30
| Positie: | 21 | 25 | 13 | 8 | 4 | 11 | 7 | 3 | 2 | 3 | 5 | 5 | 15 | 25 | uit |

### VlaamseUltratop 30
| Positie: | 17 | 16 | 11 | 8 | 6 | 6 | 5 | 4 | 3 | 3 | 4 | 6 | 11 | 22 | uit |

### NPO Radio 2 Top 2000
Lady of the Night stond alleen in 2000 in de NPO Radio 2 Top 2000, op plek 1782.